# Игнат Раденков
Игнат Веселинов Раденков е български строител, герой на социалистическия труд.

## Биография
Роден е на 15 септември 1938 г. в софийското село Свидня. Учи средно образование, но не завършва. Членува в БКП от 1959 г. Работи във фабрика „Китка“ в Нови пазар. Известно време е миньор в Златоград. От 1970 г. е на работа в Строително-монтажния комбинат във Варна. Бригадир на бригада за строителство на къщи и апартаменти. Неговата бригада построява по-голямата част от къщите в Стражица след голямото земетресение в района през 1986. Освен това тя строи и хотели в курортите „Златни пясъци“ и „Дружба“, както и хотел „Черно море“ във Варна. За тези постижения е удостоен със званието „Герой на социалистическия труд“ през 1983 г. От 13 декември 1988 г. е кандидат-член на ЦК на БКП. Понастоящем се занимава с частен бизнес. Председател е на Обединеното гражданско сдружение-Варна. Носител е на званието Герой на социалистическия труд.